# جاسمين توكس
جاسمين توكس (بالإنجليزية: Jasmine Tookes)‏ (مواليد 1 فبراير 1991) عارضة أزياء أمريكية.

## نشأتها
وُلِدت جاسمين توكس ونشأ في هنتنغتون بيتش، كاليفورنيا. لديها أخت أصغر منها بـ 19 عامًا. مارست الجمباز لمدة عشر سنوات وكانت نشطة أيضًا في الكرة الطائرة والكرة اللينة قبل أن تصبح عارضة أزياء في حوالي سن 15 عامًا. والدتها مصممة أزياء مشهورة. تم اكتشاف توكس في أحد مواعيد عرض والدتها.
لقد وصفت أصولها بأنها مزيج من "الأمريكية الأفريقية، والبرازيلية، والأوروبية، والهندية الغربية".

## روابط خارجية
- جاسمين توكس على موقع IMDb (الإنجليزية)
- جاسمين توكس على موقع قاعدة بيانات الفيلم (الإنجليزية)
- جاسمين توكس على موقع دليل عارضات الأزياء (الإنجليزية)
- جاسمين توكس في موديلز.كوم